# William Corkine

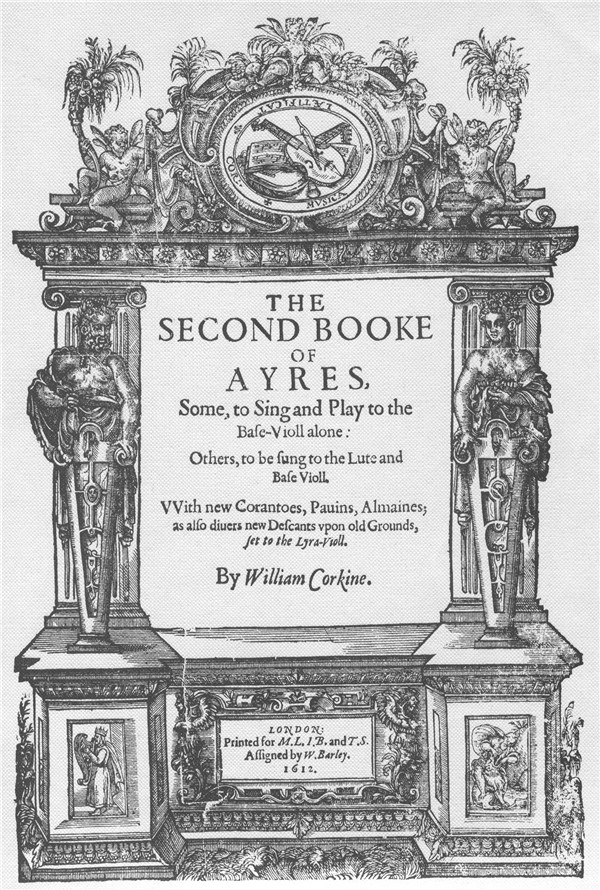
Second Booke of Ayres

William Corkine (Inghilterra, ... – ...; fl. XVII secolo) è stato un liutista e compositore inglese del Rinascimento, attivo fra il 1610 ed 1617, che fu anche un eccellente violista da gamba.

## Biografia
Prestò servizio presso privati nel secondo decennio del XVII secolo, prima di trasferirsi in Polonia nel 1617.
Pubblicò un primo libro di Ayres to Sing and Play to the Lute and Basse-Viollin nel 1610 ed un Second Booke of Ayres, some to sing and play to the Basse-Violl alone: others to be sung to the Lute and Bass Viollin nel 1612. Il primo libro contiene le canzoni più eleganti mentre il secondo è importante per le tredici canzoni senza intavolatura dell'accompagnamento, ma sono invece indicate per essere cantate con l'accompagnamento di violino solo.

## Registrazioni
- Fly swift my thoughts. We yet agree su Pastoral Dialogues, Australian Eloquence 4802143